# Мери Стюарт Мастерсън
Мери Стюарт Мастерсън (на английски: Mary Stuart Masterson; родена на 28 юни 1966 г.) е американска актриса и режисьор.

## Живот и кариера

### Образование
Мастерсън е родена в град Ню Йорк. Баща ѝ е писателят и режисьор Питър Мастерсън, а майка ѝ – актрисата Карлин Глин. Тя има един брат (Питър Мастерсън – младши) и една сестра (Александра Мастерсън), които работят в сферата на шоубизнеса.
Като момиче тя посещава „Stagedoor Manor Performing Arts Training Center“ в северната част на щата Ню Йорк, наред с имена като Робърт Дауни – младши и Джон Крайър (Алън Харпър от „Двама мъже и половина“). След това тя учи в различни учебни заведения из Ню Йорк, включително и 8 месеца „Антропология“ в Нюйоркския университет.

### Ранна кариера
Първото участие на Мастерсън е на 8-годишна възраст във филма „The Stepford Wives“ (1975), където тя играе едно от децата на Уолтър Еберхарт (в ролята е истинският ѝ баща). Вместо да продължи кариерата си на дете актьор, тя предпочита да продължи с образованието си, но все пак взима участие в няколко спектакъла в училище „Далтън“. През 1985 тя се завръща на големия екран с филма „Heaven Help Us“, където играе Дани – отпаднала от училище бунтарка, работеща на автомат за газирани напитки. Тя участва и във филма „At Close Range“ (1986), наред с Шон Пен и Кристофър Уокън. В този филм се разказва за действително съществувало семейство престъпници от провинциална Пенсилвания през 60-те и 70-те години на 20 век. Нейната роля е на гаджето на Брад – младши, Тери. Следващото ѝ превъплъщение е като мъжкараната барабанистка Уотс в юношеската драма от 1987 „Some Kind of Wonderful“. През същата година Франсис Форд Копола я избира да участва в „Gardens of Stone“. В този филм тя играе с истинските си родители. Във филма „Immediate Family“ (1989) тя играе ролята на Луси Мур – тийнейджърка, която оставя първото си дете на заможна двойка (в ролите – Глен Клоуз и Джеймс Уудс). За ролята си в този филм Мастерсън получава наградата „Най-добра поддържаща актриса“ на National Board of Review of Motion Pictures.

### Личен живот
Мастерсън е била омъжена 3 пъти. През 1990 г. тя сключва брак с Джордж Карл Франциско, но се разделят през 1992. През 2000 тя се омъжва за режисьора Деймън Сантостефано. Те се развеждат през 2004. През 2006 Мастерсън избира за съпруг актьора Джеръми Дейвидсън. Тя е играла заедно с него във филма „Cat on a Hot Tin Roof“. Актрисата ражда син от него на 11 октомври 2009. На 8 март 2011 излиза съобщение, че Мастерсън очаква близнаци.